# TU (واحد زمان)
در برخی از استانداردهای ارتباط داده، یک واحد زمان (اختصاری TU) برابر با 1024 میکروثانیه است. این واحد زمان در ابتدا در استاندارد آی‌تریپل‌ئی ۸۰۲٫۱۱-۱۹۹۹ معرفی شد  و همچنان در نسخه‌های جدیدتر استاندارد آی‌تریپل‌ئی ۸۰۲٫۱۱ استفاده می‌شود.
دوره‌های زمانی در استانداردهای ۸۰۲.۱۱ عموماً به صورت حاصل جمع (یا مضرب) صحیحی از واحدهای زمانی توصیف می‌شوند. با این کار امکان حفظ فواصل زمانی را پیاده‌سازی‌های سخت‌افزاری که سرعت ساعت 1 مگاهرتز  دارند ساده می‌کند. بدین منظور، به جای استفاده از یک حلقه قفل فاز یا تقسیم‌کننده دیجیتال، به منظور تقسیم سیگنال ساعت بر ۱۰۰۰، می‌توان یک سیگنال ساعت را ده مرتبه تقسیم بر دو (نصف) کرد؛ که معادل 1/1024 همان 1/1000 است.
یک واحد زمان برابر با یک میلیونیم کیبی ثانیه است (1 تو = ۱۰ −۶ کیس).

## مشاهدات بیشتر
- پیشوند دودویی
- IEEE ۱۵۴۱
- جیفی

## مراجع
1. 1 2  "IEEE Std 802.11-2007" (PDF). IEEE (Institute of Electrical and Electronics Engineers). 2007-06-12. p. 14. Archived from the original (PDF) on October 13, 2008. Retrieved 2010-07-20. time unit (TU): A measurement of time equal to 1024 μs.
2. ↑  Maufer, Thomas (2004). A Field Guide to Wireless LANs: For Administrators and Power Users. The Radia Perlman Series in Computer Networking and Security Series. Prentice Hall Professional. p. 144. ISBN 9780131014060. 0131014064. Retrieved 2015-10-27.

## پیوندهای بیرونی
- استانداردهای آی‌تریپل‌ئی ۸۰۲ از طریق برنامه IEEE Get در دسترس هستند
- آموزش آی‌تریپل‌ئی ۸۰۲